# Giuseppe Pittau
Mons. Giuseppe Pittau (20. října 1928, Villacidro – 26. prosince 2014, Tokio) byl italský římskokatolický kněz, arcibiskup, emeritní sekretář Kongregace pro katolickou výchovu a člen Tovaryšstva Ježíšova.

## Život
Narodil se 20. října 1928 v Villacidru. Studoval v Itálii, Španělsku a Japonsku. Svá studia dokončil na Harvardově univerzitě s titulem doktor filosofie.
Na kněze byl vysvěcen 18. března 1959. Odešel do Japonska, kde byl učitelem v Jokosuce a na Sophia University v Tokiu se stal docentem. Poté byl jmenován provinciálem Japonska. Po nějakém čase byl jmenován generálním vikářem Japonska.
V letech 1981 až 1983 byl papežem Janem Pavlem II. jmenován spolu s Paolem Dezzou papežským delegátem Jezuitů. Díky rozsáhlé pravomoci, byl Pedro Arrupe zbaven své moci. Jeho nástupcem se stal Peter-Hans Kolvenbach.
Roku 1992 se stal rektorem Papežské Gregoriánské univerzity.
Dne 11. července 1998 jej papež Jan Pavel II. ustanovil sekretářem Kongregace pro katolickou výchovu a titulárním arcibiskupem z Castro di Sardegna. Biskupské svěcení přijal 26. září 1998 z rukou kardinála Angela Sodana a spolusvětiteli byli kardinál Pio Laghi a kardinál Fiorenzo Angelini.
Dne 25. listopadu 2003 přijal papež jeho rezignaci na post sekretáře. Jeho nástupcem se stal John Michael Miller.